# Princess Crown
Ne doit pas être confondu avec Crown Princess.
Princess Crown (プリンセスクラウン, littéralement Couronne de Princesse) est un jeu vidéo de type action-RPG sorti sur Sega Saturn le 11 décembre 1997, uniquement au Japon. Il a été développé par Sega, Atlus et O-Two et édité par Atlus.
Le jeu a été réédité sur PlayStation Portable le 22 septembre 2005 au Japon et à Hong Kong, puis le 24 janvier 2006 en Corée du Sud, ainsi que sur PlayStation 4 le 31 janvier 2020, uniquement au Japon.